# Brewdog Brewery

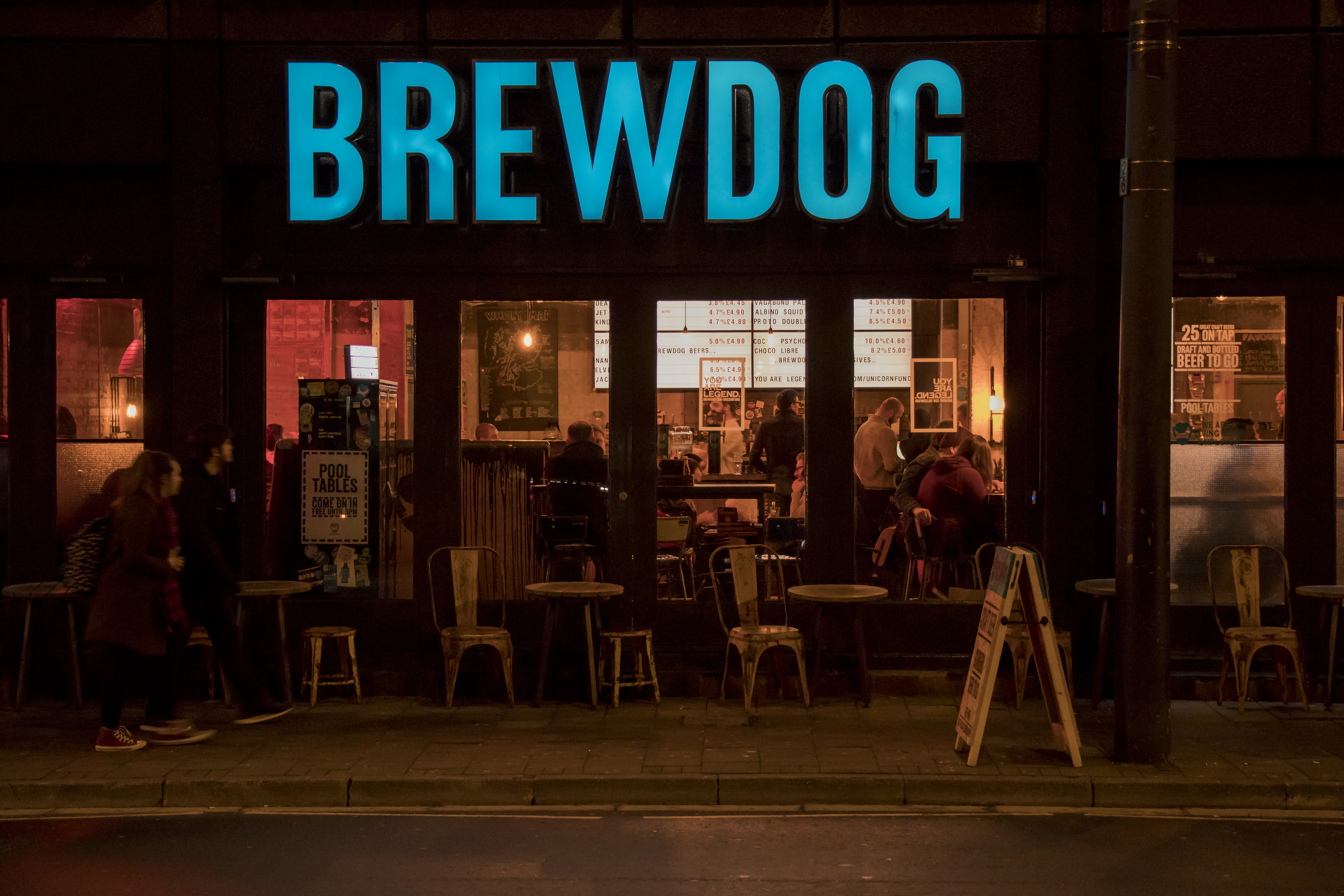
BrewDog bar i Cardiff, Wales

Brewdog (eller BrewDog) är ett skotskt bryggeri i Ellon, Aberdeenshire, Skottland.

## Historia
Brewdog grundades 2006 av vännerna James Watt och Martin Dickie, rugbyfans. Från april 2007 till november 2012 låg bryggeriet vid Kessock Industrial Estate i Fraserburgh. 
Efter att ha vuxit ur den anläggningen byggdes ett nytt större bryggeri i Barmacassie, Ellon under 2012, första bryggningen skedde 1 november 2012. Expansionen har finansierats genom aktieförsäljning till bryggeriets konsumenter, ett projekt som gått under namnet Equity for Punks. 
Det är Skottlands största oberoende bryggeri. Från att 2006 haft 2 anställda och producerat 105.000 liter öl har de gått till att under 2015 producera omkring 13,5 miljoner liter öl och ha 540 anställda.

### Brewdog USA
I augusti 2016 öppnades bryggeriet Brewdog USA i Columbus, Ohio för att möta efterfrågan i Nordamerika och förkorta transporterna av ölen.

## Öl

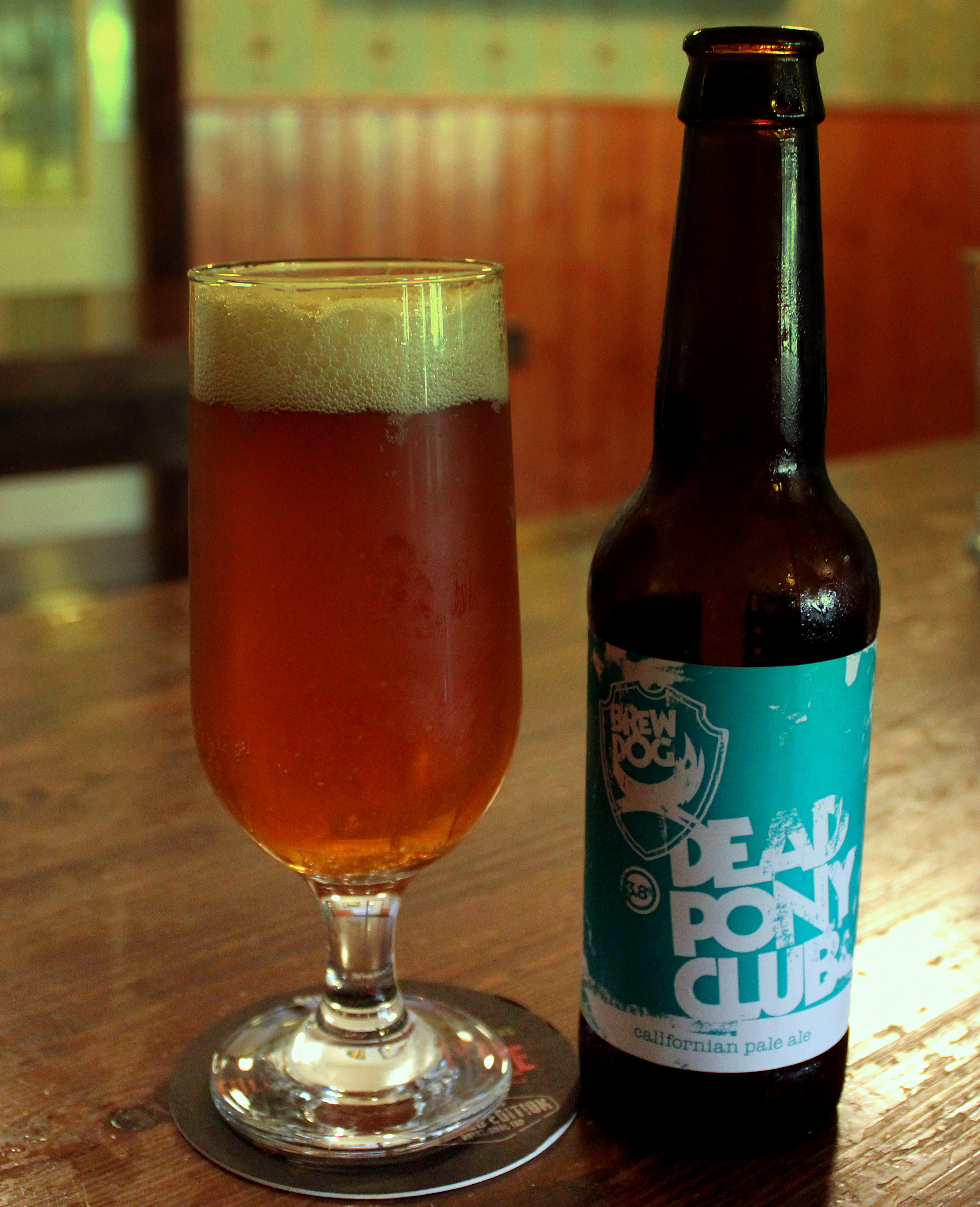
BrewDog Dead Pony Club

Brewdog producerar flasköl av många olika sorter, såsom ale, stout, IPA och lager. Ölet på flaska och fat distribueras till hela Storbritannien och exporteras till många andra länder, såsom Finland, Japan, Danmark, Sverige och USA.
Bland ölsorterna kan nämnas de fatlagrade imperial stouts i serien Paradox och experimentbrygderna i serien Abstrakt. Den amerikanskinspirerade Punk IPA har under flera år varit Storbritanniens snabbast växande varumärke från ett mindre bryggeri.

### Världens starkaste öl
Sent i november 2009 presenterade Brewdog ett nytt öl som heter Tactical Nuclear Penguin, med 32 % alkohol, som då ansågs vara det starkaste öl som någonsin har bryggts. Den höga alkoholhalten hade nåtts via frysdestillation. 
Ytterligare en öl bryggdes för att gå om den tyska öl som var starkare än Tactical Nuclear Penguin. Denna heter Sink the Bismarck på 41% och kom i februari 2010. 
Därefter var BrewDog omsprungna igen men skapade i juli 2010 ölet The end of History på 55%, och återigen var titeln världens starkaste öl hemma i Skottland.
Några veckor senare presenterade det holländska bryggeriet 't Koelschip ölen Start the Future på 60%. Efter detta verkar Brewdog ha gett upp denna strid.

## Priser
Brewdog vann 2008 års Prince's Scottish Youth Business Trust Young Entrepreneur of the Year award.
Paradox Grain vann en guldmedalj vid 2008 års World Beer Cup i kategorin Wood and Barrel-aged Strong Beer.
Brewdog vann Tenon Entrepreneur of the Year Award för att ha visat exceptionella visioner och ledarskap vid 2008 års National Business Awards for Scotland.
The Physics vann World's Best Strong Pale Ale (Sub Category Winner) och Rip Tide vann Worlds Best Imperial Stout (Style Trophy Winner) vid 2007 World Beer Awards, en årlig tävling organiserad av Beers of the World magazine.

## Marknadsföring

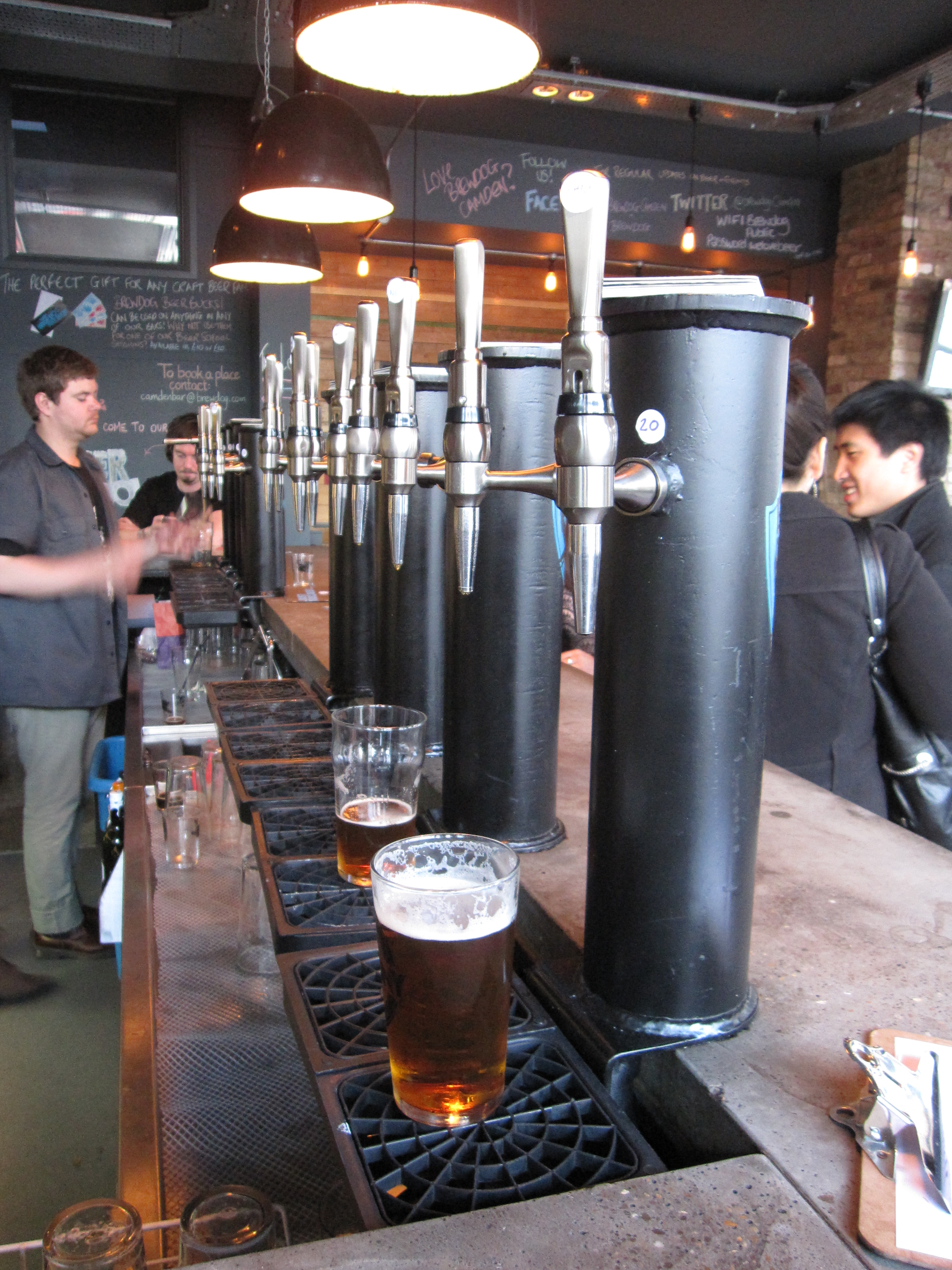
BrewDog bar i London

År 2008 kritiserades Brewdog av den brittiska dryckesindustrins egna tillsynsorgan Portman Group. De hävdade att Brewdog hade brutit mot deras Code of Practice on the Naming, Packaging and Promotion of Alcoholic Drinks. Brewdog avvisade anklagelserna och replikerade att Portman motverkade möjligheten för små bryggerier att utvecklas.
Efter åtta månaders strid och preliminära beslut som gick emot bryggeriet, kom det slutliga beslutet i december 2008 som friade Brewdog från alla anklagelser.

## Brewdog Bars
Under 2010 öppnade Brewdog en bar i Aberdeen, vilket kom att utvecklas till en världsomspännande kedja: Under slutet av 2018 fanns det 86 barer i drift varav 42 i Storbritannien.
I Sverige finns två Brewdog Bar i Stockholm (öppnade 2013 och 2015), en i Göteborg (öppnad 2014) och en i Malmö (öppnad 2016). Mellan 2018 och 2020 fanns en bar i Norrköping.